# Martha Argerich
María Martha Argerich (Buenos Aires, 5 giugno 1941) è una pianista argentina naturalizzata svizzera.
È considerata «una delle più autorevoli interpreti della sua epoca, dotata, oltre che di possibilità tecniche fuori del comune, di grandi qualità evocative e di ricerca timbrica, e capace al tempo stesso di segnare le proprie interpretazioni con viva spontaneità».

## Biografia
Martha Argerich iniziò gli studi con la madre, insegnante di pianoforte, e dai cinque ai quindici anni si formò con il pianista crotonese di scuola napoletana Vincenzo Scaramuzza, valente didatta che le insegnò col suo personale metodo, il quale prevedeva di affrontare i problemi tecnici incontrati nella musica suonata, senza esercizi di tecnica. Ha debuttato in concerto all'età di otto anni. Trasferitasi in Europa con la famiglia nel 1955, studiò in Austria con Friedrich Gulda. Frequentò inoltre i corsi di perfezionamento di Arturo Benedetti Michelangeli ad Arezzo e Moncalieri, nel 1960; col Maestro in realtà fece solo quattro lezioni. Benedetti Michelangeli, al quale, in occasione del debutto a New York della pianista, fu fatto notare come il tempo dedicatole fosse esiguo, rispose d’averle insegnato «la musica del silenzio».
Nel 1957, a soli 16 anni e nel giro di poche settimane, vinse due importanti premi - il concorso Ferruccio Busoni di Bolzano e il concorso pianistico di Ginevra - dai quali la sua carriera di pianista ha ricevuto una spinta importante.
Nel 1965 vinse il Concorso Chopin di Varsavia.
Fin dai primi anni della sua carriera ha anche accompagnato altri strumentisti, in sonate o musica da camera.
Ha partecipato a molte giurie in occasione di importanti concorsi, creandosi la reputazione di giudice dal carattere ostinato. Ha rassegnato le dimissioni dal ruolo di giudice durante il concorso internazionale Frédéric Chopin del 1980 per protesta contro l'eliminazione al secondo turno del pianista croato Ivo Pogorelić.
È stata sposata due volte. Col compositore e direttore d'orchestra Robert Chen (cinese: 陈 亮声; pinyin: Chén Liàngshēng) fino al 1964, con il quale ha avuto una figlia, Lyda Chen-Argerich, violinista. Tra il 1969 e il 1973 col direttore svizzero Charles Dutoit, padre della seconda figlia, Annie Dutoit, con il quale ha continuato a collaborare sia dal vivo in pubblico sia in registrazioni discografiche. Ha avuto anche una relazione col pianista Stephen Kovacevich, dalla quale è nata la figlia Stephanie Argerich.
Nel 1990 le venne diagnosticato un melanoma maligno, ma, grazie al trattamento, il cancro andò in remissione. Una recidiva nel 1995, con metastasi ai polmoni e linfonodi, richiese un secondo trattamento aggressivo al John Wayne Cancer Institute, con la rimozione di parte di un polmone e l’impiego di un vaccino sperimentale. Il tumore andò nuovamente in remissione e, per gratitudine, la Argerich tenne alla Carnegie Hall un concerto il cui ricavato fu devoluto all'istituto medico.
Venne presentata nel 2013 una pellicola intima sulla sua vita, diretta dalla figlia Stephanie: Bloody Daughter.

## Il Progetto Martha Argerich
La Argerich ha spesso promosso la formazione di giovani pianisti (si ricordino, tra gli altri, Alessandro Mazzamuto, Gabriele Baldocci, Mauricio Vallina, Sergio Tiempo, Polina Leschenko), per mezzo dei suoi festival annuali a Lugano (Progetto Martha Argerich): «Una settimana di ininterrotto bagno di musica per esecutori e pubblico, lasciando carta bianca a una concertista fra le più grandi del nostro tempo. Con un modo di suonare molto particolare, pieno di intuizioni e soluzioni ogni volta originali, che fanno parlare del suo pianismo come di qualcosa di adolescenziale.», Beppu (Giappone) e Buenos Aires, e di compositori emergenti (Giovanni Sollima, George Benjamin).

## La cittadinanza onoraria di Lugano
In virtù dei suoi grandi meriti culturali, il 23 giugno 2010 il Municipio di Lugano conferì a Martha Argerich la cittadinanza onoraria.

## Premi e riconoscimenti
- Premio Grammy come migliore esecuzione solista strumentale (con orchestra):

Claudio Abbado (direttore), Martha Argerich e la Mahler Chamber Orchestra per: Beethoven, concerti per pianoforte No. 2 e 3 (2006)
- Premio Grammy come migliore esecuzione di musica da camera:

Martha Argerich e Mikhail Pletnev per: Prokofiev (Arr. Pletnev), Suite Cenerentola per due pianoforti/Ravel: Ma Mère L'Oye (2005)
- Premio Grammy come migliore esecuzione solista strumentale (con orchestra):

Charles Dutoit (direttore), Martha Argerich e la Orchestre symphonique de Montréal per: Prokofiev, concerti per pianoforte n. 1 e 3/Bartók: Concerto per pianoforte No. 3 (2000)
- Medaglia al memoriale Claudio Arrau (1997)
- Concorso pianistico internazionale Frédéric Chopin: 1º premio (1965)
- Concorso pianistico internazionale Ferruccio Busoni: 1º premio (1957)
- Concorso internazionale di Ginevra: 1º premio (1957)

## Discografia parziale
- Bach, Son. vlc. e pf. BWV 1027-1029 - Maisky/Argerich, Deutsche Grammophon
- Bach, Toccata BWV 911/Part. n. 2 - Argerich, 1980 Deutsche Grammophon
- Bartok Debussy Mozart, Son. 2 pf. e perc./Out doors/En blanc et noir/Andante K. 501 - Argerich/Kovacevich, 1977 Decca
- Beethoven, Conc. pf. n. 1, 2 - Argerich/Sinopoli/PhO, Deutsche Grammophon
- Beethoven, Conc. pf. n. 2, 3 - Argerich/Abbado/Mahler CO, 2000/2004 Deutsche Grammophon - Miglior interpretazione solista di musica classica con orchestra (Grammy) 2006
- Brahms Schumann, Quartetto per pf. e archi n.1 op. 25 / Fantasiestücke op.88 (trio pf.) - Argerich/Kremer/Bashmet/Maisky, 2002 Deutsche Grammophon
- Chopin, Prel. n. 1-26/Barcarolle/Polacca Eroica/Scherzo n. 2 - Argerich, Deutsche Grammophon
- Chopin, Prel. n. 1-26/Sonata per pf. n. 2 - Argerich, 1975/1977 Deutsche Grammophon
- Chopin, Recital inediti RIAS & WDR 1959-1967 - Argerich, 1959/1967 Deutsche Grammophon
- Chopin, Tutte le registrazioni per Deutsche Grammophon - Argerich, Deutsche Grammophon
- Chopin Liszt, Conc. pf. n. 1 - Argerich/Abbado/LSO, 1968 Deutsche Grammophon
- Chopin Schumann, Son. vlc. e pf./Adagio op. 70 - Rostropovich/Argerich, 1980 Deutsche Grammophon
- Great Pianists Of The 20th Century. Philips (456 700-2). Orchestra Sinfonica di Londra, Filarmonica di Berlino, Orchestra Sinfonica della Radio di Berlino. Direttori: Claudio Abbado, Riccardo Chailly.
  - Volume 2: Bach, Liszt, Ravel, Prokof'ev e Rachmaninov.
  - Volume 3: Chopin, Schumann e Liszt.
- Collezione completa: assolo per piano: Chopin, Bach, Schumann, Liszt, Brahms, Ravel, Prokofiev. Due pianoforti: Tchaikovski, Rachmaninov. Concerti per pianoforte: Beethoven, Chopin, Tchaikovski, Schumann, Liszt, Prokofiev, Ravel. Philharmonia, National Symphony, Filarmonica Reale, Orchestra Sinfonica di Londra e Filarmonica di Berlino. Sinopoli, Rostropovich, Dutoit, Abbado. 11 Dischi editi dalla Deutsche Grammophon (453 566-2)
- Chopin: Sonata in si minore. Mazurke, op. 59. nº 1-3. Scherzo in do diesis minore, op. 39. Polonaise in la bemolle maggiore, op. 53. Emi (7243 5 56805 2 5).
- Chopin: Piano Concertos. Orchestra Sinfonica di Montréal. Direttore: Dutoit. Emi (7243-5-56798-2-6).
- Shostakovich: Piano Concerto n. 1. Haydn: Piano Concerto. Orchestra da camera di Würtemberg. Direttore: Faerber. Deutsche Grammophon (439 8642).
- Chopin: Piano Concerto nº 1. Scherzo nº 3. Filarmónica Nacional de Varsovia. Direttore: Rowicki, Laserlight (14 168).
- Tchaikovski: Piano Concerto nº 1. Orchestra Sinfonica della Radio di Baviera. Kondraschin. Philips (446 673-2).
- Ciaikovsky, Conc. pf. n. 1/Schiaccianoci - Argerich/Abbado/BPO/Economou, Deutsche Grammophon
- Ciaikovsky Prokofiev, Conc. pf. n. 1/Conc. pf. n. 3 - Argerich/Dutoit/Abbado, Deutsche Grammophon
- Ciaikovsky Rachmaninov, Conc. pf. n. 1/Conc. pf. n. 3 - Argerich/Kondrashin/Chailly, 1980/1982 Philips
- Mozart, Conc. pf. n. 20, 25 (Live, Festival di Lucerna, marzo 2013) - Argerich/Abbado/Orch. Mozart, 2013 Deutsche Grammophon - sedicesima nella Classifica FIMI Album
- Prokofiev Ravel, Conc. pf. n. 3/Conc. pf. - Argerich/Abbado/BP, 1967/1974 Deutsche Grammophon
- Prokofiev Ravel, Cinderella Suite/Ma Mère L'Oye - Argerich/Pletnev – 2004 Deutsche Grammophon - Grammy Award for Best Chamber Music Performance 2005
- Prokofiev Bartok, Piano Concertos No. 1 and 3/Piano Concerto No. 3 - Dutoit/Argerich/Orchestre symphonique de Montréal, 1998 EMI - Miglior interpretazione solista di musica classica con orchestra (Grammy) 2000
- Rachmaninov, Conc. pf. n. 3/Suite n. 2 - Argerich/Chailly/Freire, 1982 Philips
- Rachmaninov: Piano Concerto nº 3. Orchestra Sinfonica della Radio di Berlino. Direttore: Chailly.
- Ravel, Conc. pf. n. 2/Gaspard/Sonat. - Argerich/Abbado/BP, Deutsche Grammophon
- Schubert Schumann, Son. arpeggione/Fantasiestücke/Stücke im Volkston - Maisky/Argerich, 1984 Philips
- Schumann: Piano Concerto in la min. Orchestra nazionale Francese, Direttore: Sergiu Celibidache. Artists Fed (012).
- Schumann, Kinderszenen/Kreisleriana - Argerich, Deutsche Grammophon
- Shostakovich Ciaikovsky, Trii con pf. - Argerich/Kremer/Maisky, 1998 Deutsche Grammophon
- Shostakovich Haydn, Conc. pf. n. 1/Conc. pf. n. 11 - Argerich/Faerber, 1993 Deutsche Grammophon
- Argerich, Beethoven/Poulenc/Mozart/ Schumann/Prokofiev/Liszt/Bartok/ Schubert/Brahms/Milhaud/Stravinsky - I concerti di Lugano - Deutsche Grammophon
- Argerich, Carte blanche (Live, Festival di Verbier 2007) - Lang/Bashmet/Capuçon/Maisky/Montero/Rachlin, Deutsche Grammophon
- Argerich, Debut recital - Chopin/Brahms/Liszt/Ravel - Deutsche Grammophon
- Argerich, Early recordings (1960-1967, NDR e WDR broadcasting) - Mozart/Beethoven/Prokofiev/Ravel, 2016 Deutsche Grammophon
- Argerich, I concerti (1967-2004) - Argerich Collection vol. 2, Deutsche Grammophon
- Argerich, L'arte di Martha Argerich (50 anni di collaborazione con DG) - 70º compleanno. Ed. limitata, 1960/2009 Deutsche Grammophon
- Argerich, L'integrale delle registrazioni per duo con Kremer e Maisky - Argerich Collection vol. 5, 1985/2003 Deutsche Grammophon
- Argerich, Le registrazioni Philips - Argerich Collection vol. 4, 1977/1987 Decca
- Argerich, Le registrazioni solistiche (1960-1983) - Argerich Collection vol. 1, 1960/1983 Deutsche Grammophon
- Argerich, Musica da camera - Argerich Collection vol. 3, 1983 Deutsche Grammophon
- Argerich, The complete recordings on Deutsche Grammophon (Ltd. Ed.) - Tutte le registrazioni su etichetta Deutsche Grammophon, 2015 Deutsche Grammophon
- Argerich & Freire, Live in Salzburg (3 agosto 2009) - Argerich/Freire, Deutsche Grammophon
- Argerich Abbado - Tutti i concerti per pianoforte - BPO/LSO/Orch. Mozart/Mahler CO, 1967/2013 Deutsche Grammophon
- Argerich/Barenboim, Live a Buenos Aires (Teatro Colón, luglio 2015) - Schumann Debussy Bartók, 2016 Deutsche Grammophon